# Jan Đoàn Trinh Hoan
Jan Đoàn Trinh Hoan (wiet. Gioan Đoàn Trinh Hoan) (ur. ok. 1798 r. w Kim Long, prowincja Thừa Thiên-Huế w Wietnamie – zm. 26 maja 1861 r. w okolicy Ðồng Hới, prowincja Quảng Bình w Wietnamie) – ksiądz, męczennik, święty Kościoła katolickiego.

## Życiorys
Jan Đoàn Trinh Hoan urodził się w religijnej rodzinie. Uczył się w seminarium duchownym Stowarzyszenia Misji Zagranicznych (Missions Etrangères de Paris) w Penang w Malezji. Święcenia kapłańskie przyjął w 1836 r. Pracował w wielu parafiach. Na początku 1861 r. przybył do Sáo Bùn, gdzie jak zwykle zatrzymał się w domu Mateusza Nguyễn Văn Ðắc. Rankiem 3 stycznia został aresztowany. Uwięziono również jego gospodarza. Ścięto go razem z Mateuszem Nguyễn Văn Ðắc 26 maja 1861 r.

## Kult
Dzień wspomnienia: 24 listopada w grupie 117 męczenników wietnamskich.
Beatyfikowany 2 maja 1909 r. przez Piusa X. Kanonizowany przez Jana Pawła II 19 czerwca 1988 r. w grupie 117 męczenników wietnamskich.